# Shizo Kanakuri
Shizo Kanakuri (金栗 四三, Kanaguri Shisō or Kanakuri Shizō, 20 de Agosto de 1891 – 13 de  Novembro de 1983) foi um maratonista japonês.

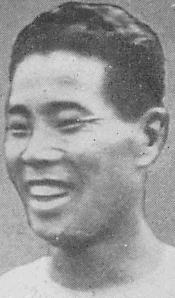
Shisō Kanaguri

Kanakuri é conhecido por ter o tempo mais longo em uma prova de maratona olímpica. Por conta do forte calor que fazia, ele abandonou a maratona após passar mal, e foi parar no hospital. Como ele não havia notificado os oficiais antes de voltar ao Japão, as autoridades suecas o consideraram desaparecido por 50 anos antes de descobrirem que ele vivia no Japão sem saber de seu status na Suécia. Finalmente notificado, Kanakuri terminou a maratona mais de 54 anos após ter começado, com um escore não oficial medido nos mesmos décimos de segundo dos outros atletas da maratona de 1912.
À parte essa curiosidade olímpica, Kanakuri estabeleceu o recorde da maratona em Novembro de 1911, numa prova preparatória para as Olimpíadas, com o tempo de 2:32:45 hs.

## Resultados em Olimpíadas
| Olimpíadas                       | Eventos            | Resultado Final                             | Resultado Final                             | Resultado Final |
| Olimpíadas                       | Eventos            | Resultado                                   | Resultado                                   | Posição         |
| -------------------------------- | ------------------ | ------------------------------------------- | ------------------------------------------- | --------------- |
| Jogos Olímpicos de Verão de 1912 | Maratona masculina | (54 anos, 8 meses, 6 dias, 8:32:20.3 horas) | (54 anos, 8 meses, 6 dias, 8:32:20.3 horas) | (último lugar)  |
| Jogos Olímpicos de Verão de 1920 | Maratona masculina | 2'48:45.4 horas                             | 2'48:45.4 horas                             | 16° lugar       |
| Jogos Olímpicos de Verão de 1924 | Maratona masculina | Não terminou                                | Não terminou                                | desclassificado |